# Candidato por escrito

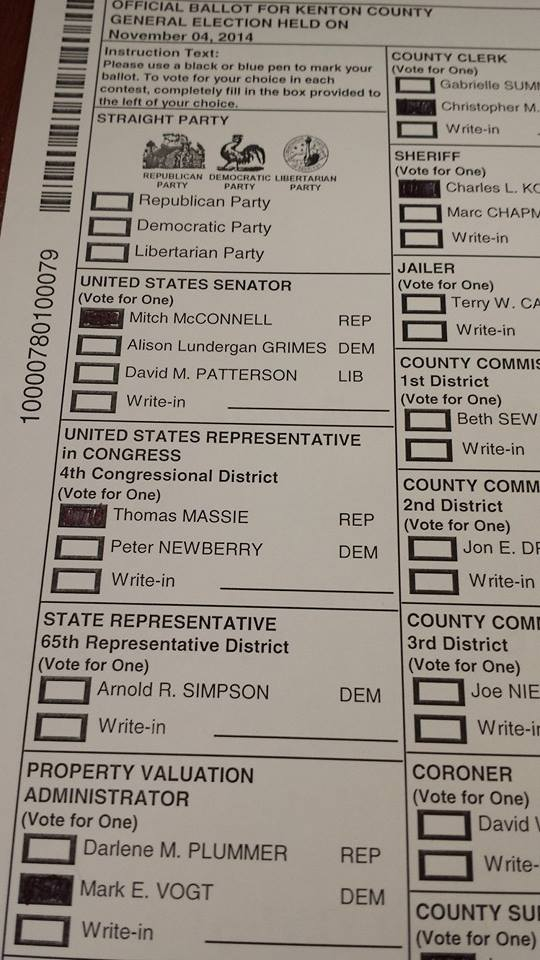
Una boleta de las elecciones de Kentucky de 2014. Se deja un espacio para la inscripción de un candidato.

Un candidato por escrito (en inglés: Write-in candidate) es un candidato cuyo nombre no aparece en la boleta, pero busca la elección pidiéndoles a los votantes que voten por el candidato escribiendo físicamente el nombre de la persona en la boleta. Dependiendo de la ley electoral, puede ser posible ganar una elección ganando un número suficiente de dichos votos por escrito, que cuentan de la misma manera que si la persona estuviera incluida formalmente en la boleta.
Escribir un nombre que aún no está en la boleta electoral se considera una práctica común en los Estados Unidos. Sin embargo, algunas otras jurisdicciones han permitido esta práctica. En los Estados Unidos, existen variaciones en las leyes que rigen a los candidatos por escrito, según el cargo (federal o local) y si la elección es una elección primaria o una elección general; generalmente es un campo vacío y cerca se explica su propósito en la boleta, si corresponde. En cinco estados de los Estados unidos no hay elecciones a las que pueda aplicarse, según sus leyes actuales. Las leyes electorales son promulgadas por cada estado y en el Distrito de Columbia, para aplicarlas a sus votantes.

## Contraste con un sistema de votación en blanco
El término "candidato por escrito" se usa en elecciones en las que los nombres de los candidatos o partidos se imprimen previamente en una boleta de papel o se muestran en una máquina de votación electrónica. El término generalmente no se usa en elecciones en las que todas las boletas están en blanco y, por lo tanto, todos los votantes deben escribir los nombres de sus candidatos preferidos. Los sistemas de elección con boletas en blanco reducen el costo de imprimir las boletas, pero aumentan la complejidad de emitir y contar los votos. Dichos sistemas se utilizan en Japón y se utilizaron en el pasado en la Segunda República francesa y en las elecciones en Filipinas desde la Segunda Guerra Mundial hasta las elecciones generales de 2010. Algunos sistemas utilizan una boleta semi-blanca, como Finlandia, donde el votante debe completar el número o la letra de un candidato de una boleta separada, pero donde hay un arreglo claro con un círculo o cuadro con una descripción de cómo votar por un candidato determinado. Los sistemas de boletas en blanco generalmente requieren que los candidatos sean nominados por adelantado.

## Estados Unidos

Requisitos para candidatos por escrito en las elecciones generales de Estados Unidos de 2020.
No es necesario registrarse
Se requiere registro
No se permite para presidente, se requiere registro para otros cargos
Solo permitido para sustitutos
No permitido

Los requisitos para aparecer en la boleta electoral de las elecciones generales como candidato independiente o para que se cuenten los votos por escrito varían según el estado y el cargo político buscado.
Cuarenta y un estados y el Distrito de Columbia permiten votos por escrito en sus boletas, incluso para presidente; Arkansas, Nuevo México y Carolina del Sur permiten candidatos por escrito para algunos cargos, pero no para presidente; Misisipi permite los candidatos por escrito solo para sustituir a un candidato que figura en la boleta y que fue destituido, retirado o fallecido; Hawái, Luisiana, Nevada, Oklahoma y Dakota del Sur no permiten candidatos por escrito. La mayoría de las jurisdicciones que permiten los candidatos por escrito requieren que estos se registren antes de una fecha determinada para que se cuenten sus votos. Por lo general, este registro consiste solo en una declaración de candidatura, pero algunos estados también requieren firmas de un cierto número de votantes, papeleo adicional o tarifas. La fecha límite para registrarse como candidato por escrito suele ser posterior a la de la petición para ser incluido en la boleta.

### Candidatos por escrito electos

#### Cámara de Representantes
- En 1918, Peter F. Tague fue elegido miembro de la Cámara de Representantes como candidato por escrito demócrata, derrotando al candidato demócrata John F. Fitzgerald.
- En 1930, el republicano Charles F. Curry Jr. fue elegido miembro de la Cámara por escrito desde Sacramento, California. Su padre, el congresista Charles F. Curry Sr., habría sido incluido en la boleta electoral sin oposición pero, debido a su prematura muerte, se eliminó su nombre y no se incluyó el nombre de ningún candidato en la boleta electoral.
- En 1958, el demócrata Dale Alford fue elegido candidato por escrito a la Cámara de Representantes por Arkansas. Como miembro de la junta escolar de Little Rock, Alford lanzó su campaña por escrito una semana antes de las elecciones porque el titular, Brooks Hays, estuvo involucrado en el incidente en el que el presidente Eisenhower envió tropas federales para hacer cumplir la integración racial en Little Rock Central High School. La integración racial era impopular en ese momento y Alford ganó por aproximadamente 1200 votos, un margen del 2%.[5]
- Ron Packard de California terminó en segundo lugar en las primarias republicanas de 18 candidatos para reemplazar a Clair Burgener, que se jubilaba. Packard perdió las primarias por 92 votos en 1982 y luego montó una campaña como candidato por escrito. Ganó las elecciones con una pluralidad del 37% contra un candidato republicano y demócrata. Después de las elecciones, se realineó como republicano.[5]
- El demócrata Charlie Wilson fue el candidato respaldado por el Partido Demócrata para el 6.º distrito congresional de Ohio para reemplazar a Ted Strickland en 2006. Strickland se postulaba para gobernador y tuvo que renunciar a su escaño en el Congreso. Wilson, sin embargo, no calificó para la boleta porque solo 46 de las 96 firmas en su petición de candidatura se consideraron válidas, mientras que se requerían 50 firmas válidas para el acceso a la boleta. El Partido Demócrata continuó apoyando a Wilson y se produjo una costosa campaña primaria: ambos partidos gastaron más de $ 1 millón. Wilson ganó abrumadoramente las primarias demócratas como candidato por escrito el 2 de mayo de 2006, contra dos candidatos demócratas cuyos nombres estaban en la boleta electoral, y Wilson obtuvo 44.367 votos, el 67% de los votos demócratas emitidos. Wilson se enfrentó al republicano Chuck Blasdel en las elecciones generales del 7 de noviembre de 2006 y ganó, recibiendo el 61% de los votos.
- Jerry McNerney se postuló como candidato por escrito en las primarias demócratas de marzo de 2004 en el 11.º distrito congresional de California. Recibió 1.667 votos (3% de los votos emitidos) y, al no tener oposición (no se incluyeron candidatos en la boleta de las primarias demócratas), ganó las primarias.[6] Aunque perdió las elecciones generales de noviembre de 2004 ante el republicano Richard Pombo, McNerney se presentó nuevamente en 2006 (como candidato incluido en la boleta electoral) y ganó las primarias demócratas en junio y luego la revancha contra Pombo en noviembre.
- Peter Welch, un demócrata que representa del único distrito de la Cámara de representantes por Vermont, se convirtió en el candidato demócrata y republicano para la Cámara cuando se postuló para la reelección en 2008 y 2016. Debido a que los republicanos no presentaron ningún candidato en la boleta primaria en esas elecciones, Welch ganó suficientes votos por escrito para ganar la nominación republicana.[7]

#### Senado
- El republicano William Knowland fue elegido en 1946 para el Senado por California, por un período de dos meses. La elección especial para el período de dos meses incluyó una boleta electoral de noviembre sin nombres impresos, y todos los candidatos en esa elección especial fueron candidatos por escrito.[8]
- El demócrata Strom Thurmond fue elegido en 1954 para el Senado en Carolina del Sur como candidato por escrito, después de que los líderes demócratas estatales le impidieran recibir la nominación del partido.[8]
- En 2010, la senadora titular de Alaska, Lisa Murkowski, perdió las primarias republicanas ante Joe Miller.[9] Tras su derrota, se presentó a las elecciones generales como candidata por escrito. Murkowski había presentado y ganado una demanda que exigía a los funcionarios electorales que distribuyeran la lista de nombres de los candidatos por escrito en las urnas y,[10] posteriormente, ganó las elecciones con un margen lo suficientemente amplio sobre Miller y el candidato del Partido Demócrata, Scott T. McAdams, para hacer discutibles las papeletas por escrito que habían sido impugnadas por Miller.[11]
- En 2020, Chris Janicek ganó la nominación demócrata al Senado, pero durante la campaña envió mensajes de texto sexualmente inapropiados a los empleados, lo que provocó que el Partido Demócrata de Nebraska le retirara su apoyo.[12] El Partido Demócrata de Nebraska intentó reemplazar a Janicek con Alisha Shelton, pero Janicek se negó a abandonar impidiendo el reemplazo. Preston Love Jr. anunció más tarde su intención de realizar una campaña senatorial por escrito y recibió el apoyo del Partido Demócrata de Nebraska, lo que lo convirtió en la primera persona negra en recibir el apoyo de un partido importante para el Senado de los Estados Unidos en Nebraska. Perdieron ante el titular republicano Ben Sasse.[13][14][15]

#### Otras elecciones
- Aaron Schock fue elegido miembro de la Junta Escolar del Distrito 150 en Peoria, Illinois, en 2001 por voto por escrito, luego de que sus peticiones fueran impugnadas y su nombre fuera eliminado de la boleta electoral. Derrotó al titular por más de 2.000 votos, aproximadamente 6.400 a 4.300 votos.[16] Luego pasó a servir en la Cámara de Representantes de Illinois y fue elegido miembro de la Cámara de Representantes de los Estados Unidos en 2008. Más tarde se vio obligado a renunciar en un escándalo de gastos.[17]
- El 15 de septiembre de 2009, cuatro candidatos por escrito en las primarias del Partido de la Independencia de Nueva York para varios cargos en el condado de Putnam, Nueva York, derrotaron a sus oponentes en la boleta electoral.[18]
- En una elección de la junta escolar de mayo de 2011 para la Junta Escolar de Bentley en Míchigan, Lisa Osborn se postuló como candidata por escrito y solo necesitaba un voto para ganar un escaño. Sin embargo, no recibió ningún voto, ni siquiera de ella misma. Ella misma se explicó diciendo que estaba en el partido de béisbol de su hijo y no tuvo tiempo de ir a las urnas.[19]

### Referéndums
Ocasionalmente, puede estar disponible una opción para escribir en un referéndum de opción múltiple; por ejemplo, en enero de 1982, en el referéndum sobre el estatus de Guam.

### Proposición 14 de California de 2010
En 2010, los votantes de California aprobaron la Proposición 14, que estableció un nuevo sistema electoral para el Senado, la Cámara de Representantes y todos los cargos estatales (como gobernador y vicegobernador). En el sistema establecido por la Proposición 14, hay dos rondas de votación, en la primera se realiza una primaria entre todos los candidatos y los dos primeros avanzan a una segunda ronda, que son las elecciones generales, celebradas en noviembre. La Proposición 14 prohíbe específicamente a los candidatos por escrito en la segunda ronda, y esta prohibición se confirmó en una impugnación judicial. En julio de 2014 se presentó otra impugnación judicial a la prohibición de candidatos por escrito en la segunda vuelta.
Aunque la Proposición 14 prohíbe a los candidatos por escrito en la segunda ronda de votación, ha creado condiciones que pueden facilitar que los candidatos no incluidos en la primera ronda avancen a la segunda ronda. Esto generalmente sucede en elecciones en las que solo aparece un candidato en la boleta. Dado que en cada votación se garantiza que los dos principales ganadores en votos de la primera ronda avanzarán a la segunda ronda, si solo aparece un candidato en la boleta, un candidato por escrito puede avanzar fácilmente a la segunda ronda, ya que el candidato por escrito puede avanzar fácilmente a la segunda ronda, porque el candidato por escrito solo tendría que competir con otros candidatos por escrito por el segundo puesto, no con ningún candidato de la lista. En algunos de estos sistemas, si el ganador de la primera vuelta gana por más del 50% de los votos, la segunda vuelta (desempate) se cancela, pero en el sistema establecido por la Proposición 14, se realiza una segunda vuelta (desempate). Independientemente del porcentaje de votos que haya recibido el ganador de la primera vuelta. Por lo tanto, la Proposición 14 garantiza que si solo se incluye un candidato en la boleta electoral en la primera ronda, un candidato por escrito que se presente contra el candidato incluido en la lista puede ganar un lugar para la segunda ronda con tan solo un voto, como paso en 2012 con el candidato por escrito Lee H. Chauser del Partido Paz y Libertad que ganó la primera vuelta (primarias) para las elecciones al Senado Estatal de California por el 33º distrito con solo 3 votos.

## Otros países
Con pocas excepciones, la práctica de reconocer a los candidatos por escrito generalmente se considera internacionalmente como una tradición estadounidense.
- En Brasil, hasta la introducción del voto electrónico en 1994, la papeleta no tenía escritos los nombres de los candidatos legislativos, por lo que muchos votantes protestaron votando por personajes ficticios o figuras religiosas. En un caso famoso, el rinoceronte Cacareco del zoológico de la ciudad de São Paulo, obtuvo cerca de 100.000 votos en las elecciones municipales de 1959, más que cualquiera de los candidatos. Sin embargo, estos votos no fueron considerados porque la ley brasileña estipula que un candidato debe estar afiliado a un partido político para poder asumir el cargo.[24]
- Un extraño incidente relacionado con una candidatura ficticia por escrito ocurrió en el pequeño pueblo de Picoazá, Ecuador, en 1967. Una empresa publicó una serie de anuncios con el tema de la campaña de un talco para pies llamado Pulvapiés. Algunas de las consignas utilizadas fueron "Vote por cualquier candidato, pero si quiere bienestar e higiene, vote por Pulvapiés" y "Para alcalde: Honorable Pulvapiés". El polvo de talco Pulvapies terminó recibiendo la mayor cantidad de votos en las elecciones.[25][26][27]
- Hasta 2013, se permitían candidatos por escrito en las elecciones municipales en Francia para los consejos de municipios con una población de menos de 2500 habitantes.[28]
- En las elecciones de Austria, escribir en una boleta no invalida el voto, siempre que la preferencia del votante sea clara. En las elecciones generales de 1990, el impopular SPÖ, preocupado de que los votantes no votaran a la lista del partido, les aconsejó que escribieran en nombre de Franz Vranitzky, su líder popular. Estas papeletas se interpretarían como votos SPÖ.[29]